# Soso Tamarau
Soso Tamaru (ur. 16 maja 1984) – nigeryjski zapaśnik walczący w stylu wolnym. Olimpijczyk z Rio de Janeiro 2016, gdzie zajął dziewiętnaste miejsce w kategorii 97 kg. 
Triumfator igrzysk afrykańskich w 2015 i drugi w 2019. Piąty na igrzyskach wspólnoty narodów w 2014 i 2018. Złoty medalista mistrzostw Afryki w 2014 i 2017; srebrny w 2018 i brązowy w 2015, 2016 i 2020. Brązowy medalista mistrzostw Wspólnoty Narodów w 2013 roku.